# Municipio de Rockland (condado de Berks)
El municipio de Rockland (en inglés: Rockland Township) es un municipio ubicado en el condado de Berks en el estado estadounidense de Pensilvania. En el año 2000 tenía una población de 3.765 habitantes y una densidad poblacional de 85.2 personas por km².

## Geografía
El municipio de Rockland se encuentra ubicado en las coordenadas 40°26′33″N 75°45′09″O / 40.44250, -75.75250.

## Demografía
Según la Oficina del Censo en 2000 los ingresos medios por hogar en la localidad eran de $59,280 y los ingresos medios por familia eran $62,778. Los hombres tenían unos ingresos medios de $42,003 frente a los $28,429 para las mujeres. La renta per cápita para la localidad era de $26,530. Alrededor del 2,9% de la población estaba por debajo del umbral de pobreza.